# Dmitri Ivanenko
Dmitri Ivanenko (n. 16/29 iulie 1904, Poltava, gubernia Poltava⁠(d), Imperiul Rus – d. 30 decembrie 1994, Moscova, Rusia) a fost un fizician teoretician sovietic de origine ucraineană. Profesor universitar la Moscova, Contribuții în fizica nucleară,. A considerat nucleul constituit din protoni și neutroni, și împreună cu I. E. Tamm, a pus bazele teoriei forțelor nucleare specifice. A emis, în colaborare cu Isaak Pomeranciuk, ideea radiației sincrotrone

#### Biografie[4]
A absolvit Universitatea din Leningrad (1927). Fost membru ULCT. A lucrat la Institutul fizico-tehnic din Sankt Petersburg. În anii 1929-1931 - șef al secției teoretice a Institutului fizico-tehnic din Harkov.Unul dintre organizatorii conferinței fizico-tehnice ucrainene în anul 1929. În anul 1933 obține titlul de profesor. În anul 1935 a fost arestat și deportat inițial la Karaganda, iar ulterior la Tomsk. În anul 1936 este numit șef al catedrei de fizică teoretică a Universității din Tomsk.
În anul 1936 este numit șef al catedrei de fizică teoretică a Universității din Tomsk.
- 1939-1942- șef al catedrei de fizică teoretică a Universității din Sverdlovsk.
- 1940-1941- șef al catedrei de fizică teoretică a Universității din Kiev,
- 1940 - susține teza de doctor habilitat cu subiectul "Teoria forțelor nucleare
- 1943-1994 profesor al catedrei de fizică teoretică la facultatea de fizică a Universității din Moscova.

Conform unor surse în anii 70 ai secolului trecut a colaborat cu secția de ideologie a CC PCUS (secretar Boris N. Ponomarev). A decedat la 30 decembrie 1994.

## Creația științifică
Lui Ivanenko îi aparține un număr de contribuții în teoria gravitației, fizica nucleului, electrodinamică, inclusiv electrodinamica cuantică.
În anii 1926- 1927, împreună cu George Gamow și Lev Landau s-a ocupat de relația dintre constantele universale și dimensiunile și evoluția universului. 
În anii 1929-1930 a sugerat ideea geometrizării ecuației Dirac, pe care a realizat-o în colaborare cu Vladimir Fock.
În anii 1932 împreună cu E. N.Gapon și concomitent cu Werner Heisenberg a propus modelul proton-neutronic a nucleului. 
În colaborare cu Igor Tamm a elaborat teoria interacțiunii prin schimb de cuante cu masă de repaos nenulă (mezoni).
În anul 1944 în colaborare cu Isaak Pomeranciuk a emis ideea radiației sincrotrone (într-un con de unghi foarte mic, la deplasarea electronilor în câmp magnetic). Această idee a realizat-o ulterior în colaborare cu discipolii săi Arsenii Sokolov (teoria cuantică a radiației sincrotrone) și Igor Ternov 
(polarizarea radiației sincrotrone).Radiația sincrotronă a găsit ulterior aplicații multiple. 
Lui Ivanenko îî aparțin și alte lucrări în domeniul gravitației, inclusiv cercetarea efectelor de torsiune, teorii neliniare de câmp, etc. În anul 1982 a vizitat Bucureștii cu ocazia Congresului Internațional de istorie a științelor, care a avut loc în acest oraș.

## Discipoli
- Sokolov, Arseni- Ivanenko a fost consultant la teza de doctor habilitat, susținută la Moscova în 1944.
- V.I. Mamasahlisov
- M.M. Mirianașvili
- A.M. Brodskii
- N.Guliev
- D.F. Kurdgelaidze
- V.V. Racinskii
- V.I. Rodicev
- V.N. Ponomarev
- P.I. Pronin
- G.A. Sardanașvili
- Sergiu Văcaru S. Văcaru n-a publicat împreuna cu D. Ivanenko și n-a obținut PhD la Moscova, cu toate că formal a fost în aspirantură/doctorantură la Dmitri Ivanenko; materialele tezei de la Moscova au fost traduse în româna, și dezvoltate la Chișinău pentru teza de doctorat la Univ. Al. I. Cuza, Iași, România, în 1994 - formal conducător de doctorat fiind Prof. Ioan Gottlieb. Sunt mulți discipoli a lui D. Ivanenko, dar în această categorie nu poate fi inclus S. Văcaru care a lucrat și publicat de sine stătător.
- G.I. Shipov

## Opera
- Teoria clasică a câmpului (1951). Trad rom: 1955, Editura tehnică (coautor A. Sokolov)
- Teoria cuantică a câmpului (1952) (coautor: A. Sokolov)
- Probleme noi ale electrodinamicii cuantice.1954. Culegere de articole. Red. D.D. Ivanenko
- Teoria gravitației. Probleme noi. M., 1957 (culegere de lucrări pregătită și redactată de D.D. Ivanenko)
- Probleme actuale ale fizicii teoretice.1976. Culegere de lucrări apărută cu ocazia aniversării de 50 de ani a activității științifice a lui D.D. Ivanenko. M. Ed. Universitații din Moscova.
- 50 de ani ai fizicii nucleare. 1982. Culegere de lucrări. Red.- șef adjunct D.D. Ivanenko.
- Teoria gravitației. 1985 (coautor Genadi Sardanashvili)

ș.a.

## Distincții
- 1950 -premiul Stalin pentru dezvoltarea teoriei radiației sincrotrone.
- 1980- ordinul Drapelul roșu de muncă
- 1994- profesor emerit al Universității din Moscova